# William Graham Sumner
William Graham Sumner (30 octobre 1840-12 avril 1910), était un sociologue américain et libéral.

## Biographie
William Graham Sumner naît le 30 octobre 1840 à Paterson dans le New Jersey.
Il fut le premier professeur de sociologie de l'université Yale, et le premier à avoir enseigné un cours intitulé "sociologie". Polymathe, Sumner est l'auteur de nombreux essais concernant l'histoire américaine, l'histoire économique, les sciences politiques, la sociologie et l'anthropologie. Il est l'inventeur du terme ethnocentrisme, terme qu'il emploie dans son livre Folkways (1906) pour identifier les principaux moyens de justification utilisés par les impérialistes. On peut y lire que l'ethnocentrisme "est le terme technique pour cette vue des choses selon laquelle notre propre groupe est le centre toutes choses. Chaque groupe pense que ses propres coutumes sont les seules bonnes et s'il observe que d'autres groupes ont d'autres coutumes, celles-ci provoquent son dédain".  
Sumner est souvent perçu comme un proto-libertarien. 
Dans The Forgotten Man paru 1883, il expose ses grands principes de sa vision de la société : 
- Il nuance l’« optimisme » de Spencer en introduisant le principe qu'il existe un déterminisme dans « le combat pour l’existence »
- Par ailleurs, il estime que les plus capables sont ceux qui accordent leur vie aux principes puritains de travail, de frugalité et de tempérance. L’élite doit combiner richesse et vertu morale.
- La réussite des plus riches profite à la société dans son ensemble.